# Furgaleus
Furgaleus is een monotypisch geslacht van de familie van gladde haaien (Triakidae) en kent slechts 1 soort.

## Taxonomie
- Furgaleus macki (Whitley, 1943) – Snorvaalhaai[3]

Furgaleus · Galeorhinus · Gogolia · Hemitriakis · Hypogaleus · Iago · Mustelus · Scylliogaleus · Triakis